# 晚晴室
晚晴室是一種安寧病房，供入院時生命氣息極低，醫生評估生存不超過48小時的病人，在家人同意不搶救下，病人可在晚晴室由家人陪伴下走完人生最後一程。